# そり

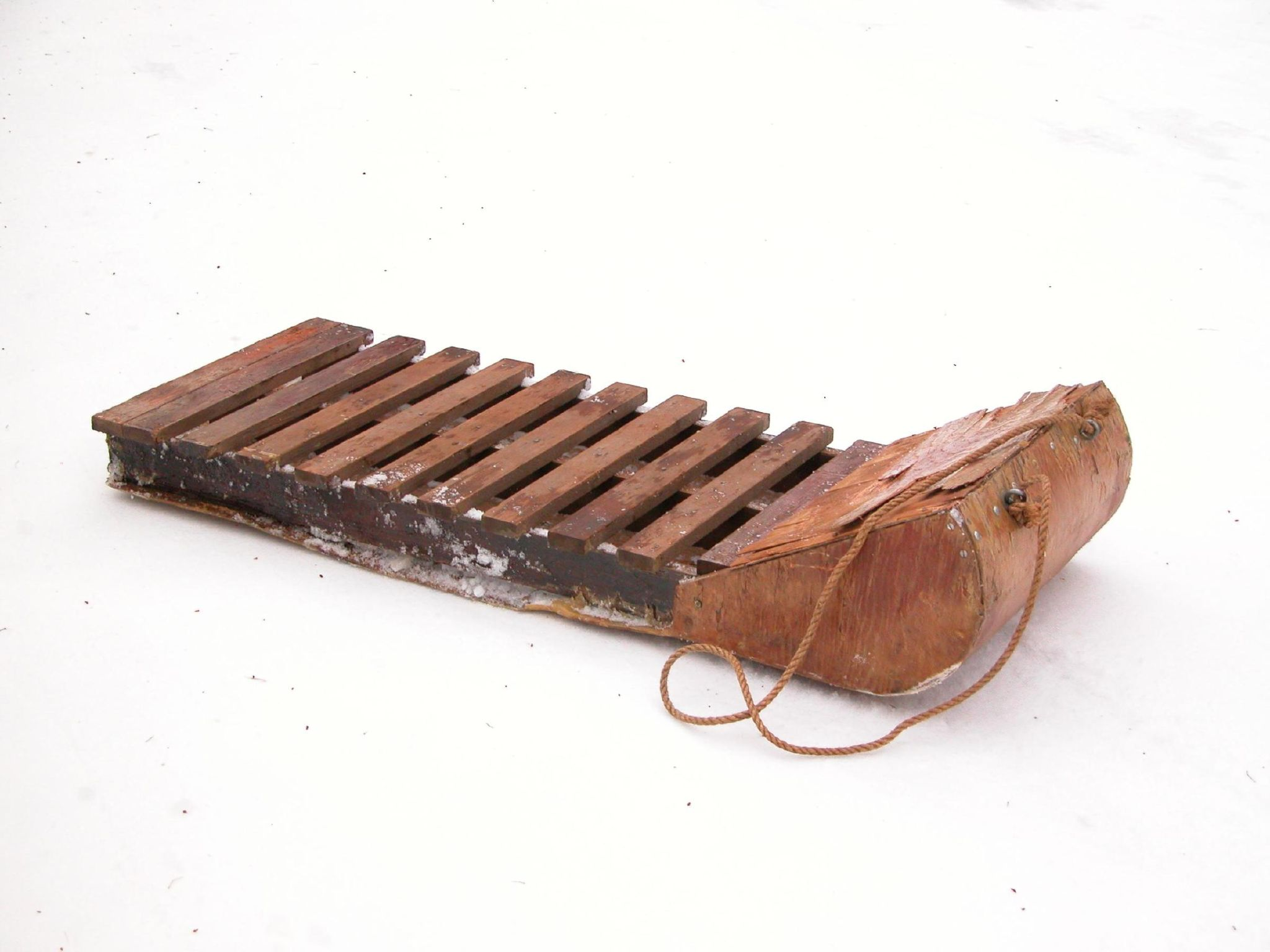
木製のそり

そり（雪車、橇、雪舟、轌、艝）は、底面を滑走させることにより物体の移動を補助する道具。英語では小さなものを sled、それより大きなものを sleigh、そして一番大きなものを sledge と呼び分けている。

## 特徴
そりは代表的な雪上の運搬具である。
雪上の運搬具・交通機械には、雪上で荷重を広い面積に分散させて沈下を防ぎ、けん引力と運動速度が得られるような構造である必要がある。ただし、そりは自力では動くことや方向を転換することができない。動力ごとに、人引そり、犬ぞり、馬そりなど各種の形態がある。
そりは地域ごとに雪質・雪状や運搬の対象物など各地の事情に合わせて発達したため形状や発達の経過などは多種多様である。
- トボガンぞり（カナダ）
- アキオ (そり)（北欧） - 汎用そり、人・犬・トナカイ・スノーモービルが牽引する。
- 箱ぞり

そりは雪面や氷上など摩擦の少ない場所で使われることが多いが、砂上や芝生（人工芝など）のように滑走させることが可能な場所であれば用いることができる。
古くは石材や木材の運搬具としても用いられた。
- そりは石材の運搬にも用いられた。日本では城郭の建築では石材を運ぶ際に、そりが用いられた[1]。
- そりは森林からの木材の搬出にも用いられた。日本の山村ではトラックなどの機械力が普及するまでは、あえて積雪を待ってから木材を里に運び出す橇出（そりだし）が行われていた[1]。

## 雪上での利用

### 探検とそり
19世紀から20世紀の初頭にかけては、主にイギリスの探検隊によって極地方の探索に用いられていた。犬ぞりもロアール・アムンセンの他、多くの探検隊が使い、スノーモービルに取って代わられるまで、極地方の主要な交通手段であった。現在の探検家の多くは、そりに凧を結びつけて風力で動かしている。

### そり遊び・そり競技

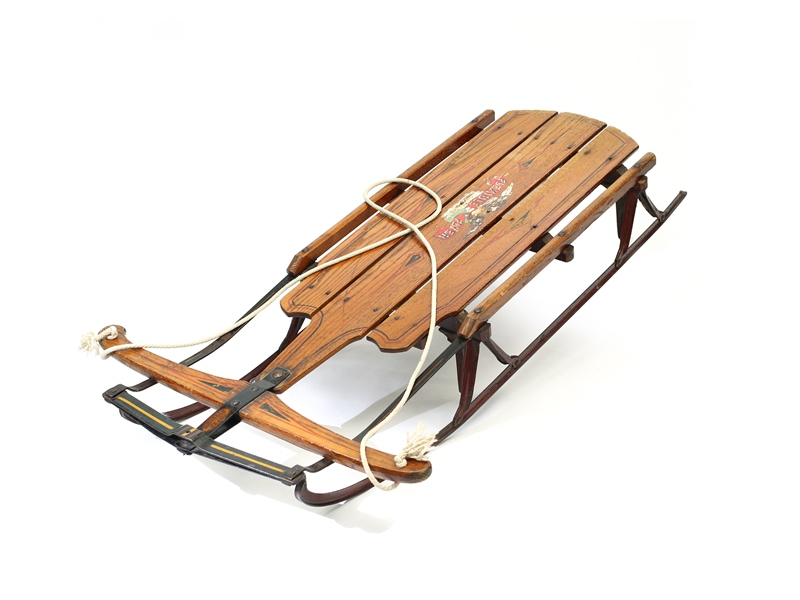
フレキシブル・フライヤーのそり（インディアナポリス子供博物館所蔵）

木製やプラスチック製、段ボールなど紙製の一人乗りのそりは、玩具として使われており、丘を滑り降りるために使われる。
なお、運動会の種目の中には、2人1組になり、一人がそりに乗り込み、もう一人がそのそりを引っ張るという競技内容の種目が設けられる場合がある。
ボブスレー、リュージュ、スケルトンは冬季オリンピック正式種目。パラアイスホッケーは冬季パラリンピック正式種目。ばんえい競馬における馬ぞり、犬ぞりなどは競技としても楽しまれている。

## 工事での利用
そりは工事現場などで石や樹木などを運ぶときにも用いられる。 摩擦を小さくするため、そり道と呼ばれる半割の丸太や竹を複数並べたところを滑走させる。
大きい建設機械が入らないような場所で使われることがあるが、小型の運搬機械が使用されることが多くなっている。なお、コロ（丸太などで地面に並べて回転させて移動させるもの）で移動させるときも、その上にそりを載せて使うことがある。

## 稲作での利用
沼田 (ぬた、ぬまた)とよばれる沼地の田圃 (たんぼ)では常時水が無くなることはなく農作業をする人は足首や膝下あたりまで水面下に沈め作業をした。水面に浮かべた小さな舟状の形態のものを「たそり」と呼び、田植え時は片脚で膝をつきもう一方の脚で前進し作業を行ったといわれる。

## 航空機での利用

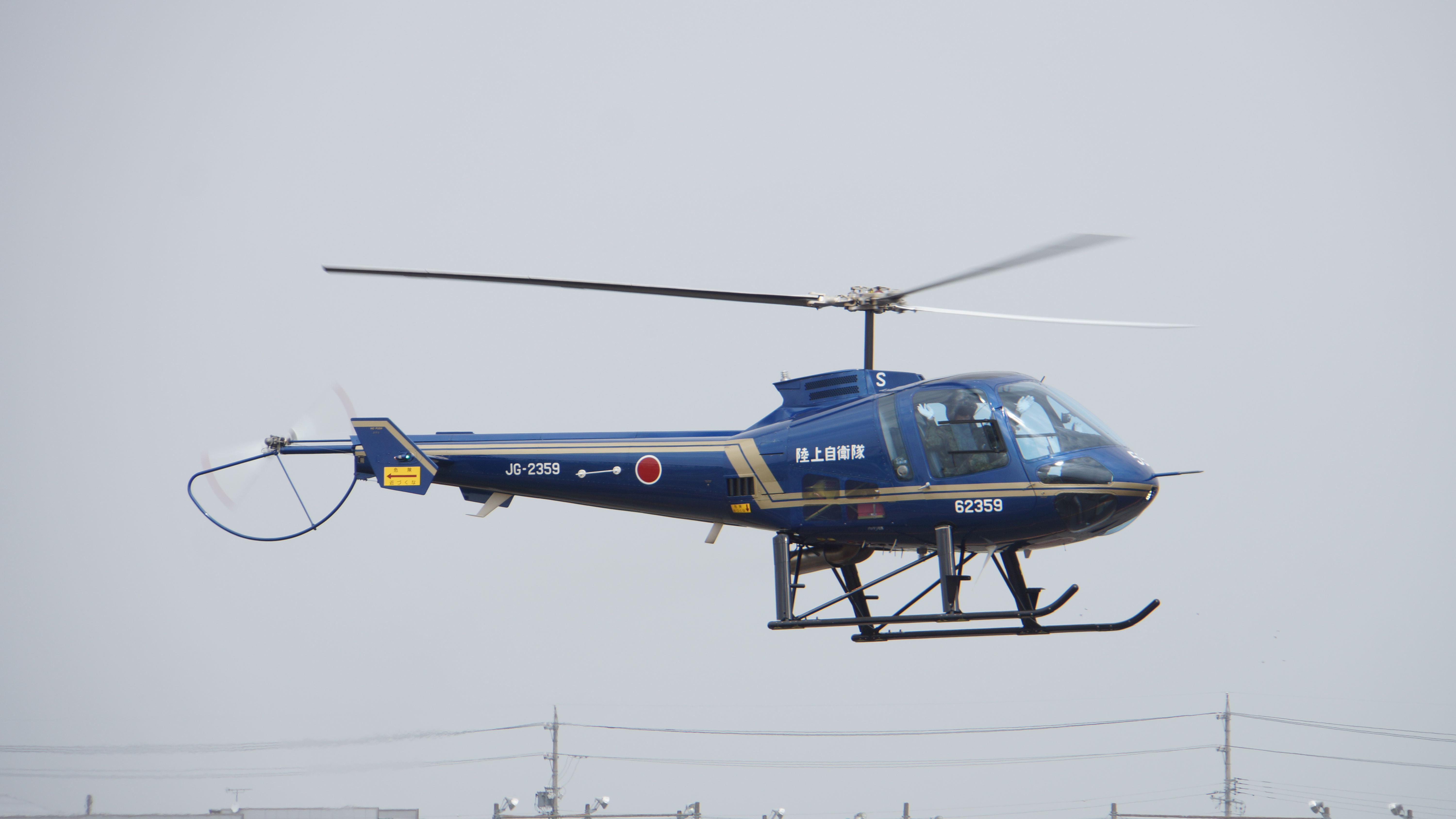
スキッドを装備したヘリコプター（エントロム480）

そりは、航空機の降着装置としても用いられる。飛行機では、胴体尾部下面にある、突起状の部材または装置であり、日本語では「尾橇（びぞり）」と言う。速度の低いヘリコプターでは、金属の棒やパイプで構成される簡素な脚であるスキッド（そり）が利用されてきた。

## てぞり
岐阜県飛騨地方西部、美濃地方北部、福井県北部、石川県などに分布する道具に、滑走板に荷台と操作用の手を付けたてぞり（手橇: テゾリ）がある。

## ギャラリー

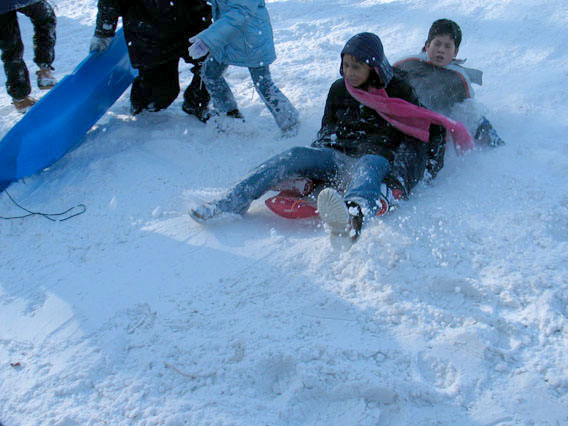
そりで遊ぶ子供たち
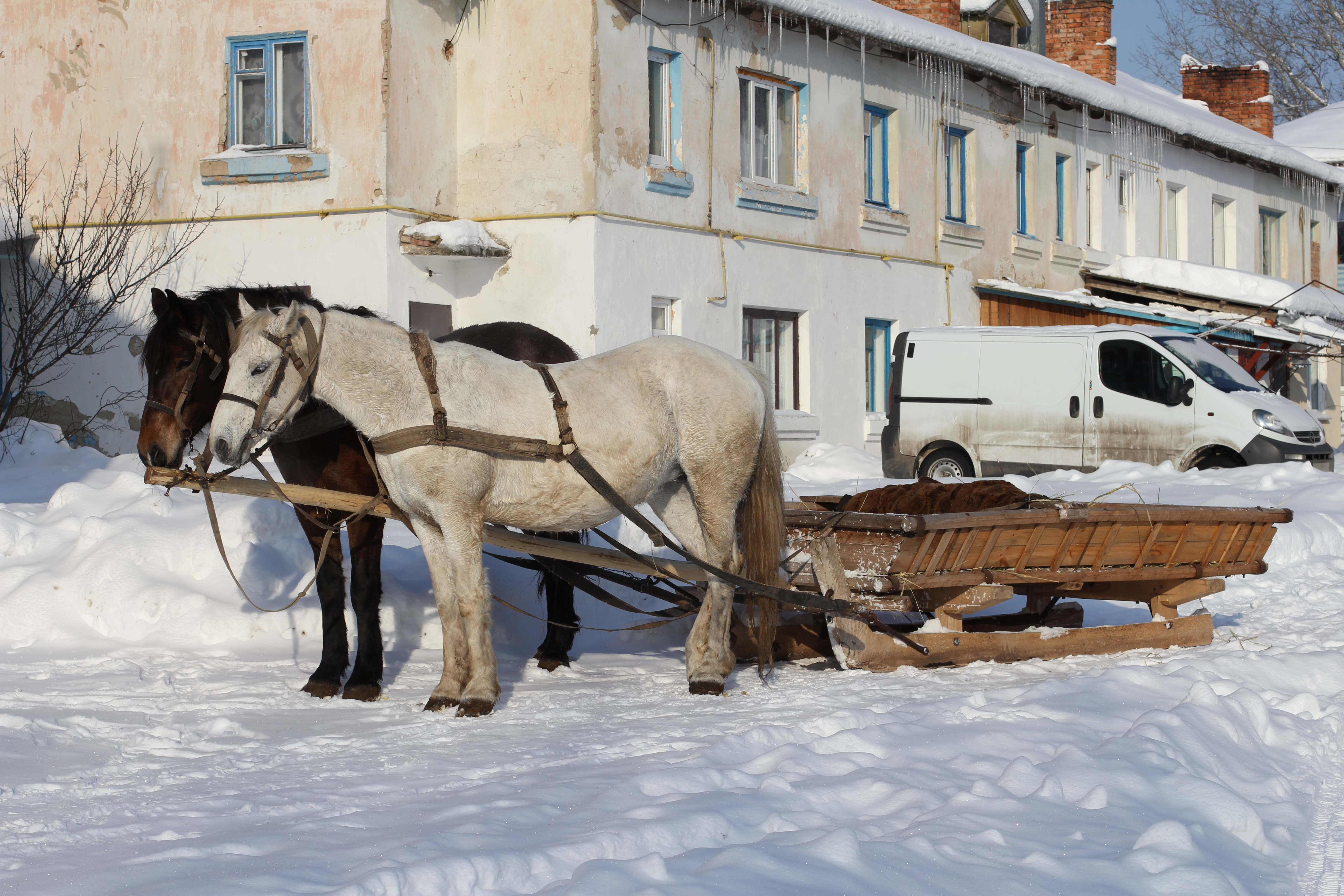
馬そり
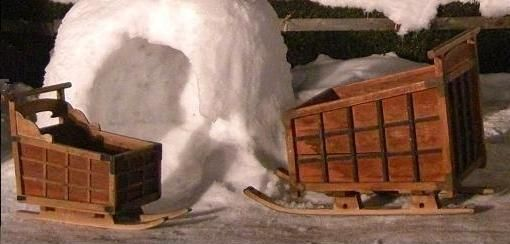
箱ぞり